# Neuer Liberaler Klub
Der Neue Liberale Klub (jap. 新自由クラブ, Shin jiyū kurabu) war eine gemäßigt konservative politische Partei in Japan. Sie bestand von ihrer Gründung durch ehemalige Abgeordnete der Liberaldemokratischen Partei (LDP) im Jahr 1976 bis 1986, als er sich auflöste und die verbliebenen Mitglieder in die LDP zurückkehrten. Unter Premierminister Nakasone Yasuhiro (LDP) war er von 1983 bis 1986 an einer Koalitionsregierung beteiligt.

## Geschichte
Im Zuge des Lockheed-Skandals um den ehemaligen LDP-Parteivorsitzenden und Premierminister Tanaka Kakuei verließen im Sommer 1976 sechs Abgeordnete aus überwiegend städtischen Wahlkreisen die LDP, darunter die Shūgiin-Abgeordneten Kōno Yōhei, Tagawa Seiichi, Nishioka Takeo und Yamaguchi Toshio, und begründeten den Neuen Liberalen Klub, um eine „Erneuerung konservativer Politik“ (保守政治の刷新, hoshu seiji no sasshin) zu erreichen.
Bei der Shūgiin-Wahl 1976 im Dezember gewann der Neue Liberale Klub 17 Sitze. In Umfragen rangierte er vorübergehend an dritter Stelle hinter LDP und SPJ. 1979 fiel er auf vier Sitze zurück, konnte sich aber bei den Neuwahlen 1980 auf zwölf Mandate erholen. Mit dem aus moderaten Sozialisten 1977 entstandenen Shakai-minshu rengō („Sozialdemokratischer Bund“) von Den Hideo begründete der Neue Liberale Klub 1981 eine gemeinsame Fraktion, die bis September 1983 bestand.
In der Shūgiin-Wahl 1983, die vom Prozess gegen Tanaka Kakuei wegen des Lockheed-Skandals beeinflusst wurde, verlor die LDP ihre absolute Mehrheit. Nakasone Yasuhiro bildete eine Koalition mit dem Neuen Liberalen Klub, der im neuen Kabinett mit seinem Vorsitzenden Tagawa Seiichi als „Minister für Selbstverwaltung“ und Leiter der Nationalen Kommission für Öffentliche Sicherheit vertreten war. Die Alleinregierung der LDP war nach 28 Jahren erstmals unterbrochen.
1984 übernahm Kōno Yōhei erneut den Parteivorsitz, nach einer Kabinettsumbildung erhielt der Neue Liberale Klub das Arbeitsministerium, ab 1985 die Behörde für Wissenschaft und Technologie. 1985 setzte der Neue Liberale Klub gegenüber Nakasone die Aufrechterhaltung der 1976 vom Kabinett Miki beschlossenen Begrenzung der Verteidigungsausgaben Japans auf ein Prozent des Bruttoinlandsproduktes durch. (Die Begrenzung wurde 1987 aufgehoben, aber bis zum russischen Überfall auf die Ukraine 2022 nicht wesentlich überschritten.)
In der Shūgiin-Wahl 1986 fiel die Partei auf sechs Mandate zurück, während die LDP gleichzeitig eine klare absolute Mehrheit zurückgewann und somit nicht mehr auf einen Koalitionspartner angewiesen war. Im August nach der Wahl löste sich der Neue Liberale Klub auf, seine Abgeordneten schlossen sich mit Ausnahme von Tagawa Seiichi der LDP an.

### Nachwirkungen
Kōno Yōhei stieg wie bereits sein Vater Ichirō in der Nachkriegszeit zu einem Führungspolitiker der LDP auf. Als die LDP 1993 durch Parteiaustritte nicht nur erneut die Parlamentsmehrheit, sondern auch die Regierungsbeteiligung verlor, wurde der als reformorientiert geltende Kōno zum LDP-Vorsitzenden gewählt. Ein Jahr später brachte er die LDP durch eine Koalition mit ihrem traditionellen Hauptkonkurrenten, der Sozialistischen Partei Japans, in die Regierung zurück.

## Parteivorsitzende
- Kōno Yōhei 1976–1980
- Tagawa Seiichi 1980–1984
- Kōno Yōhei 1984–1986